# 1929年纽伦堡党代会章

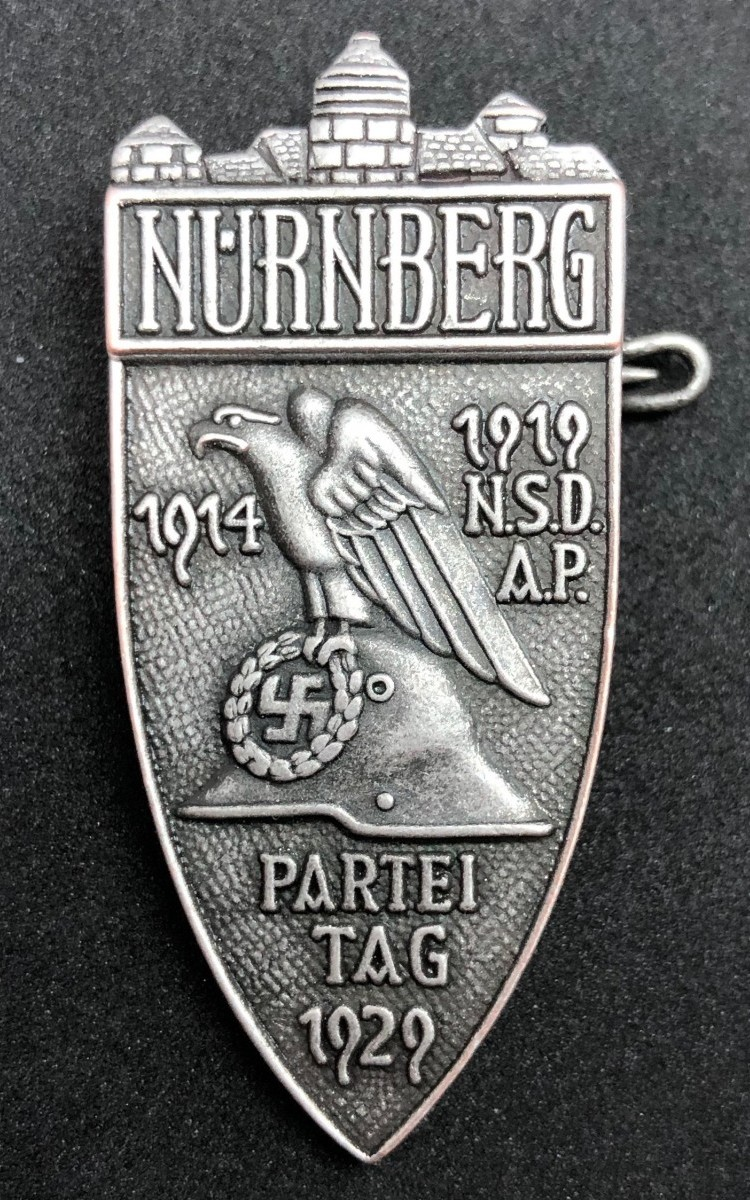
1929年纽伦堡党代会章

1929年纽伦堡党代会章（德語：Das Nürnberger Parteiabzeichen von 1929）是纳粹党一项政治嘉奖。1929年纽伦堡党代会章是继科堡章之后，纳粹党的第二个全国级奖励。该章的颁发对象是参加过纽伦堡党代会的纳粹党员。